# Pseudomyrmecion
Pseudomyrmecion is een kevergeslacht uit de familie van de boktorren (Cerambycidae). De wetenschappelijke naam van het geslacht werd voor het eerst geldig gepubliceerd in 1885 door Bedel.

## Soorten
Pseudomyrmecion is monotypisch en omvat slechts de volgende soort:
- Pseudomyrmecion ramalium Bedel, 1885